# Lygodactylus salvi
Lygodactylus salvi — вид геконоподібних ящірок родини геконових (Gekkonidae). Ендемік Мадагаскару. Описаний у 2022 році. 

## Поширення і екологія
Lygodactylus salvi мешкають на західних і південних схилах гірського масиву Царатанана на півночі острова Мадагаскар, на висоті 1000 м над рівнем моря.